# ランゴリアーズ
『ランゴリアーズ』（The Langoliers）はスティーブン・キングが1990年に発表した中篇小説Four Past Midnightに含まれる1篇である。ロサンゼルスからマサチューセッツ州ボストンへ向かう夜間飛行の同じ飛行機に乗り合わせた人たちが過去の時間に取り残されるホラー作品。
1995年米国ABC放送制作でトム・ホランドが脚本・監督を務めたミニシリーズ「The Langoliers」でドラマ化もされている。
日本においては、NHKが1997年12月29日、1997年12月30日に二夜にわたって前編・後編に分けて放送している。2008年10月24日『スティーブン・キングのランゴリアーズ』のタイトルで日本版DVD発売。

## ストーリー
ロサンゼルスからボストンへ向かうアメリカン・プライド航空の旅客機。眠っていた10人の乗客を残し、乗員乗客が身に付けていた物を残して消えてしまう。盲目の少女、ダイナの叫び声で残った乗客が集まり事態の異常さに気付く。
パイロットすら不在という事態に、偶然にも乗客として居合わせた同航空のブライアン機長が旅客機を操縦する。しかし、どこにも通信が繋がらないため、急遽旅客機の行き先を変更することになる。このことでビジネスマンのクレイグ・トゥーミーは、ボストンで大事な予定があるのだと憤慨するが、他の乗客たちに諌められる。トラブルはありつつも、旅客機はなんとか最寄りの空港への着陸に成功する。
しかし、降り立った地上にも人影は見当たらない。空港の活気のなさに一同は違和感を覚えるが、ひとまず空港の調査のために内部へ移動。様々な異常事態の中、フライト中から精神に異常をきたし始めていたトゥーミーは父の幻覚を見るようになり、幼い頃に父から聞かされた、何でも食い尽くす怪物“ランゴリアーズ”の存在に脅え始めていた。

## キャスト
| 役名                       | 俳優                           | 日本語吹替 | 日本語吹替   |
| 役名                       | 俳優                           | VHS版      | NHK版        |
| -------------------------- | ------------------------------ | ---------- | ------------ |
| ブライアン・エングル       | デヴィッド・モース             | 堀勝之祐   | 篠田三郎     |
| ニック・ホープウェル       | マーク・リンゼイ・チャップマン | 大塚明夫   | 磯部勉       |
| ローレル・スティーヴンソン | パトリシア・ウェティグ         | 戸田恵子   | かとうかず子 |
| ダイナ・ベルマン           | ケイト・メイバリー             | 坂本真綾   | 岡村明美     |
| クレイグ・トゥーミー       | ブロンソン・ピンチョット       | 大塚芳忠   | 大塚芳忠     |
| ボブ・ジェンキンス         | ディーン・ストックウェル       | 阪脩       | 有川博       |
| ルディ・ワーウィック       | バクスター・ハリス             | 筈見純     | 山野史人     |
| ドン・ギャフニー           | フランキー・フェイソン         | 飯塚昭三   | 青森伸       |
| アルバート・カウスナー     | クリストファー・コレット       | 檀臣幸     | 石川禅       |
| ベサニー・シムズ           | キンバー・リドル               | 喜田あゆ美 | 麻生かほ里   |
| ロジャー・トゥーミー       | ジョン・グリーセマー           | 有本欽隆   | 堀勝之祐     |
| トム・ホルビー             | スティーヴン・キング           | 小島敏彦   | 牛山茂       |

- DVDの日本語吹替にはNHK版が収録されている。